# Håle gamla kyrka
Håle gamla kyrka som låg utmed vägen mellan Sjuberga och Flakeberg är sedan länge försvunnen. Endast en ruinhög, gamla stenkors och gravhällar vittnar nu om platsen där Håle sockenkyrka legat.En enkel minnessten på den gräsbevuxna ruinkullen förtäljer: Här nedbröts Håle kyrka 29/11 1883. 

## Kyrkobyggnaden

### Den medeltida byggnaden
Den medeltida byggnaden hade ett rektangulärt långhus med lägre och smalare kor. Ingången fanns på södra väggen nära västgaveln. Framför portalen var ett murat vapenhus med rundbågig portal och brädtak. I långhusets södra vägg fanns ett större rektangulärt fönster som ej kan vara ursprungligt. I korets sydvägg fanns en romanskt dubbelbågig fönsteromfattning och i dess östra vägg en mycket liten cirkelformad ljusglugg. Dessa i koret befintliga ljusöppningar är från kyrkans byggnadstid. Långhuset och koret är försedda med sockel vilket saknas på vapenhuset. Utstående stenar på insidan uppe i västra gavelns hörn har tolkats som att långhuset varit välvt, men bevisar det inte. De kan varit anbragta inför en möjlig konstruktion som ej utförts. Till kyrkan hörde en oornerad dopfunt i sandsten som bör vara samtida med första byggnaden. Dopfunten hade cylindrisk cuppa med centralt uttömningshål och skrånande undersida. Denna stod kvar på kyrkogården efter att kyrkan rivits men förvaras nu i Håle-Tängs kyrka . Den ursprungliga anläggningen med långhus och kor av gråsten torde dateras senare än de i bygden uppförda sandstenskyrkorna från slutet av 1000- och mitten av 1100-talet. Så en datering hamnar på 1100-talet slut  till 1200-talets början . En valvbåge med profilerade sidostycken finns idag liggande på ruinkullen. Vapenhuset är senare men kan vara senmedeltida. Om långhuset haft valv vore intressant men måste bekräftas genom till exempel jordfynd av byggnadsdetaljer eller liknande.

### Senare ombyggnader
År 1734 utbyggdes kyrkans långhus åt öst. Det gamla korpartiet revs och ett för tiden modernt tresidigt kor byggdes. Ytterligare revs vapenhuset och portalen i södra väggen murades igen. Ett nytt vapenhus i sten anlades intill västra gaveln. En ombyggnad som var typisk för bygden vid denna tid och känns igen från grannförsamlingarna. 
Vid år 1859 tillbyggdes en sakristia av ektimmer på norra sidan. Ett nytt fönster togs upp i norra väggen och alla fönster försågs med runda överstycken. Även ombyggdes läktaren och bänkarna. Strax innan kyrkan revs uppmättes den till en längd av 19 meter förutom vapenhuset och en bredd av 8,5 meter. Utbyggnaden i öst utgjordes av 5,5 meter..   

## Klocka och stapel
En klockstapel var uppförd öster om kyrkan. Storklockan var försedd med följande inskrift: Under konung Gustaf den III:s regering för Håle kyrka omgjuten, i Skara af N. Billsten, år 1788. Kyrkoherde i Särestad, war contr. probst. herr Brynolf Brisman, kyrkowärdar i Håle Benct Benctsson i Ungegården och Pehr Carlsson den äldre, i Smedegården. Storklockan används nu i Håle-Tängs nya kyrka . 

## Runstenar
I kyrkans yttre norra vägg fanns en runsten, Västergötlands runinskrifter 102, inmurad längs marken. Denna är nu upprest på ruinkullen. Man har tolkat inristningen till följande: Osgut reste denna sten efter Ödkel (uthkitil), sin fader, en mycket god kämpe (thikn). En annan runsten, Västergötlands runinskrifter 103, tjänstgjorde som grindstolpe i norra kyrkogårdsporten. Den har en risting som tolkats till: Ödkel (Authkil) och Sven (suin) gjorde detta minnesmärke efter Åsgöt (oskut) hlu, sin fader, en god kämpe (thökn). Även denna sten är rest på kyrkkullen .  
Se även Håle socken.

## Fotnoter
1. ↑  De utvändigt byggnadstekniska detaljerna framgår av en teckning i Johan Peringskiölds Monumenta Sveogothorum i Kungliga biblioteket, vars avbildning av kyrkan finns tryckt i Erik L. Johansson: Håle gamla kyrka, tryckt i tidskriften Åse och Viste, Nr 3, 1955 sid 13-14, och i Fischer, Ernst: Västergötlands kyrkliga konst under medeltiden, 1920, fig. 43. Dopfunt, se Västergötlands fornminnesförenings tidskrift, sjätte delen, åttonde häftet, 1971, sid 284.
2. ↑  Lundahl, Ivar: Det medeltida Västergötland, 1961, sid 288.
3. ↑  Fischer, Ernst: Västergötlands kyrkliga konst under medeltiden, 1920, sid 66.
4. ↑  Erik L. Johansson: Håle gamla kyrka, tryckt i tidskriften Åse och Viste, Nr 3, 1955 sid 13.
5. ↑  Erik L. Johansson: Håle gamla kyrka, tryckt i tidskriften Åse och Viste, Nr 3, 1955 sid 15.
6. ↑  Hjort: Beskrifning öfver Åse härad i Skaraborgs län, 1902, sid 90-91.